# Bussea eggelingii
Bussea eggelingii là một loài rau đậu thuộc họ Fabaceae.
Loài này chỉ có ở Tanzania.
Chúng hiện đang bị đe dọa vì mất nơi sống.